# Паул Сикст III фон Траутзон
Паул Сикст III фон Траутзон (на немски: Paul Sixt III. von Trautson; * ок. 1548; † 30 юли 1621, Виена) от род Траутзон, е от 1598 г. имперски граф на Фалкенщайн, фрайхер на Шпрехенщайн в Тирол и Долна Австрия, австрийски държавник.

## Живот
Той е най-малкият син на влиятелния фрайхер Йохан III фон Траутзон (1507 – 1589), господар на Фалкенщайн, и съпругата му Бригида ди Мадруцо († 1576), малка сестра на кардинал Кристофоро Мадруцо (1512 – 1578), дъщеря на Джиангауденц ди Мадруцо († 1550) и Еуфемия фон Шпаренберг († 1571). Най-големият му брат фрайхер Балтазар II фон Траутзон († 1590/1597) е главен щалмайстер на Ана Катерина Гонзага.
Паул Сикст расте във Виенския двор. През 1581 г. се издига на главен маршал в двора на император Рудолф II. От 1582 до 1594 г. е президент на императорския дворцов съвет. На 1 февруари 1598 г. Рудолф II издига Фалкенщайн на графство и фамилията Траутзон и наследниците ѝ на имперски графове. Обаче през 1600 г. се скарва с Рудолф II и е уволнен от него от дворцовата му служба в Прага. Той трябва да се оттегли в земите си в замък Фалкенщайн и Пойсбрун, където се занимава с големи строителства. Той укрепява масивно Фалкенщайн и го престроява на ренесансов дворец.
Император Матиас дава на Паул Сикст отново важни позиции. От 1608 г. той става губернарор на Долна Австрия и получава правото да сече монети. През 1612 г. става рицар на Ордена на Златното руно. През 1615 г. получава големия палатинат и право да сече монети.
Паул Сикст е високо образован в духовните и правни науки и голям събирач на книги и произведения на изкуството. Той е много успешен дипломат както в Хабсбургската монархия, така и в Свещената Римска империя и е социално ангажиран.
Паул Сикст III фон Траутзон умира 1621 г. във Виена и е погребан във виенската църква „Св. Михаел“.
- Останки от замък Фалкенщайн
- Епитаф на Паул Сикст III фон Траутзон в църквата „Св. Михаел“, Виена († 1621)

## Фамилия
Първи брак: през 1574 г. с Анна фон Айтцинг (1542 – 1590), дъщеря на фрайхер Улрих IV фон Айтцинг († 1561) и Шоластика Кацианер, фрайин цу Катценщайн и Фльоднинг. Те имат четири деца:
- Кристоф Траутзон (* 11 септември 1575)
- Паул Траутзон
- Анна Траутзон
- Максимилиана Траутзон

Втори брак: на 10 май 1591 г. с Анна з Лобковиц († 1604), вдовица на граф Георг III фон Монфор-Пфанберг († 1581), дъщеря на фрайхер Николаус Попел цу Лобковиц († 1598) и Агнес фон Гутенщайн († 1581). Те нямат деца.
Трети брак: на 30 април 1604 г. с фрайин Сузана Вероника фон Мегау (1580 – 1648), сестра на Леонхард Хелфрид фон Мегау (1577 – 1644), дъщеря на фрайхер Фердинанд Хелфрих фон Мегау (1533 – 1585) и фрайин Сузана Вероника фон Харах (1558 – 1617). Те имат децата:
- Йохан Франц фон Траутзон (* 1609; † 26 март 1663, Виена), женен I. на 10 февруари 1630 г. в Баден-Баден за принцеса Максимилиана Валбурга фон Хоенцолерн-Хехинген (* ок. 1609; † 10 април 1639, Виена), II. на 11 март 1640 г. във Виена за графиня Кристина Елизабет фон Мансфелд-Борнщет (1621 – 1648), III. 1649 г. във Виена за фрайин Маргарета фон Рапах (* 1621; † 2 май 1705, Виена)
- Мария Елизабет Траутзон († 1663), омъжена на 10 март 1626 г. във Виена за граф Йохан Рудолф фон Пуххайм († 17 януари 1651, Виена)
- Сузана Траутзон († сл. 6 април 1615)
- Франциска Траутзон